# Fabiana Passoni
Fabiana Passoni (Poços de Caldas, Minas Gerais, Brasil, aprox. 1977) es una cantante brasileña conocida por sus álbumes de jazz Dim the Lights (2013), Let Your Love Rise (2014) e Inner Bossa (2015).

## Carrera
Nacida en una familia de músicos, Fabiana Passoni comenzó a cantar a la edad de 6 años. Su padre, compositor musical, le animó desde niña a madurar su voz y también le formó en el arte de la interpretación.
Ya formada en música, Fabiana Passoni dirigió una escuela en su ciudad natal hasta fines de la década de 1990, previo a mudarse a Estados Unidos.    

### Vida en Estados Unidos
Ya ubicada en la ciudad de Nueva York, Passoni comenzó a cantar bossa nova jazz fusión para el público estadounidense, influyendo en su estilo artistas como Ella Fitzgerald y Leny Andrade.  
Finalmente encontró su estilo, después de trasladarse a Los Ángeles en 2007, lugar donde compuso las canciones para su álbum debut É Minha Vez.

### Cáncer
Fabiana Passoni luchó contra el cáncer de mama durante tres años, tiempo durante el cual lanzó Naturalmente Brasil en 2011, con 12 temas originales de su autoría.

### Estilo
Las canciones de Fabiana son una combinación de jazz fusión con ritmos más tradicionales de Brasil como la bossa nova, el baião y el samba . Sus interpretaciones son apasionadas y sensuales, por lo que Fabiana Passoni fue seleccionada como «Persona del Año 2012» por Talk 2 Brasil.

### Grabaciones
- É Minha Vez CD - 2007 (10 pistas)
- Across the Globe (Native Vibe) CD - 2008 (4 pistas - artista invitado)
- Naturalmente Brasil CD / LP - 2011 (12 pistas)[4]
- Single "Lovin 'You" - 2012
- Single "Rock with You" - 2012
- Dim the Lights EP - 2013 (7 pistas)[5]
- Sencillo "Samba Fuleco" - 2013
- Let Your Love Rise EP - 2014 (3 pistas)[6][7]
- Inner Bossa EP - 2015 (5 pistas)[8]

### Trabajo teatral
En octubre de 2012, Fabiana Passoni actuó en el musical Loving the Silent Tears 

## Reconocimientos
En los Premios de la Prensa Internacional Brasileña de 2012 recibió el premio a la Mejor Cantante Brasileña residente en Estados Unidos. También recibió el premio «As Notaveis» 2013, por su trabajo como voluntaria y su servicio a la comunidad.